# Hypochthoniella sumatrana
Hypochthoniella sumatrana är en kvalsterart som beskrevs av Sandór Mahunka 1989. Hypochthoniella sumatrana ingår i släktet Hypochthoniella och familjen Eniochthoniidae. Inga underarter finns listade i Catalogue of Life.